# Adsorbants intestinaux
Les adsorbants intestinaux sont des médicaments qui lient par adsorption les substances toxiques exogènes et endogènes dans le tractus gastro-intestinal (charbon actif, polyméthylsiloxane polyhydraté). Code classe ATC: A07B. Adsorbants intestinaux.
Le mécanisme principal d'action thérapeutique de tous adsorbants intestinaux est l'adsorption. L'adsorption est la capacité des matériaux à retenir physiquement (adsorber) des molécules de différentes tailles, formes et masses moléculaires à leur surface, en raison de leur grande surface et de leur structure poreuse bien développée. L'adsorption est définie comme le processus dans lequel un adsorbant se déplace le long du tube digestif où il peut adsorber des molécules, mais n'est lui-même ni absorbé dans la circulation systémique, ni métabolisé et est ainsi excrété dans les selles sans changement. Les adsorbents intestinaux capturent les substances indésirables avant qu'elles ne soient absorbées par l'organisme. L'adsorption permet de fixer des molécules gazeuses ou liquides sur une surface solide.
Ce type de médicaments possède trois propriétés fondamentales communes, qui influencent la différence dans les indications d'utilisation et la force de l'effet:
- La capacité d'adsorption - (la quantité de substance que l'adsorbant peut retenir sur sa surface par unité de sa masse);
- la capacité d'adsorber des molécules et des cellules bactériennes de différentes tailles.
- surface active de l'adsorbant — m2/g — surface totale de la surface adsorbante par unité de masse du médicament.

## Mécanismes d'action des adsorbants intestinaux
Les principaux mécanismes d'action des adsorbants intestinaux:
- absorption de substances toxiques pénétrant dans le tractus gastro-intestinal (GIT) de l'extérieur;
- absorption des toxines diffusées dans la lumière intestinale à partir du sang;
- liaison des substances toxiques libérées avec les sucs digestifs;
- absorption de métabolites toxiques formés dans le tractus gastro-intestinal (indole, skatole, etc.) ;
- modification de la sorption du régime alimentaire en raison de l'absorption sélective des acides aminés et des acides biliaires libres;
- fixation et transfert de substances physiologiquement actives (enzymes, acides biliaires, etc.);
- action catalytique.

## Classification des adsorbants intestinaux
Les adsorbants intestinaux sont produits sous diverses formes galéniques : granulés, poudres, comprimés, gélules, pâtes et autres. Selon le système de classification ATC, il y a:
- A07B : Adsorbants intestinaux
- A07BA Préparations à base de charbon de bois
- A07BA01 Charbon de bois médicinal
- A07BA51 Charbon médicinal, combinaisons
- A07BB Préparations à base de bismuth
- A07BC Autres adsorbants intestinaux
- A07BC01 Pectine
- A07BC02 Kaolin
- A07BC03 Crospovidone
- A07BC04 Attapulgite
- A07BC05 Diosmectite
- A07BC30 Combinaisons
- A07BC54 Attapulgite en association[6]

De plus, en Russie et dans plusieurs autres pays, les adsorbants intestinaux aussi incluent le dioxyde de silicium colloïdal et le polyméthylsiloxane polyhydraté.

## Indications
- Intoxications (remède anti-poison)[8].
- En cas de diarrhée[9].
- Troubles digestifs associés à des gaz et de la diarrhée (hors pathologie sévère).
- Troubles fonctionnels intestinaux, traitement symptomatique[10].
- Adjuvant au lavage gastrique en cas d’intoxication[9].

Les adsorbants intestinaux peuvent diminuer l'absorption de certains autres médicaments ingérés simultanément. D'une façon générale, la prise d'un adsorbent intestinal doit se faire à distance de celle des autres médicaments, en respectant un intervalle de 2 heures, si possible.